# Hans Schomburgk

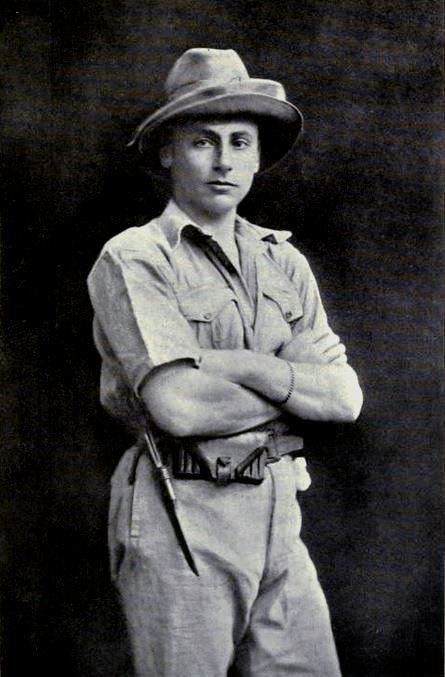
Hans Schomburgk (1913)

Hans Hermann Schomburgk (* 28. Oktober 1880 in Hamburg; † 27. Juli 1967 in Berlin (West)) war ein autodidaktischer deutscher Afrikaforscher, Vortragsreisender mit eigenen Filmen und ein Pionier des deutschen Tierfilms bereits in der ersten Hälfte des 20. Jahrhunderts. Zeitweise war er wegen seiner Entdeckungen Mitglied der britischen Königl. Geographischen Gesellschaft. Er filmte in den Jahrzehnten nach 1900 bis 1958 vor Ort, insbesondere in Südafrika und Togo (seinerzeit deutsche Kolonie).

## Leben
Schomburgk wurde als Sohn des Architekten Hermann Eduard Schomburgk (1850–1937) geboren. Er besuchte Gymnasien in Hamburg, Lüneburg und Jena. 1898 zog er im Alter von 17 Jahren nach Südafrika auf eine Farm, trat in die englische Natal-Polizei ein und nahm am Burenkrieg teil. Danach war er Polizeioffizier in Nordrhodesien (heute Sambia), Großwildjäger und Forschungsreisender.
Schomburgk begann seinen Weg durch Afrika als Kolonialbeamter und als Begleiter bei Großwildjagden, beendete diese jedoch im Jahr 1912, um stattdessen gemeinsam mit verschiedenen Kameraleuten zunächst das Leben der Tiere, später auch das der Menschen des Kontinents zu dokumentieren.
Er kartografierte im Auftrag des jungen Staates Liberia. Schomburgk war an der Herstellung der ersten Karte von West-Liberia beteiligt und wurde zum Militärattaché an der liberianischen Gesandtschaft in London ernannt. Im Jahr 1906 unternahm er seine erste selbstständige Expedition. Er entdeckte den Schikande-Fluss und den Sengwe-See in Südangola. Ein Jahr später konnte er die Tsetsefliege als Überträger der Schlafkrankheit bestimmen. Er durchquerte den afrikanischen Kontinent mehrmals zur Jagd und zum Fang seltener Tiere. 1909 brachte er den ersten ostafrikanischen Elefanten, 1912 das zweite Mal Zwergflusspferde nach Europa.

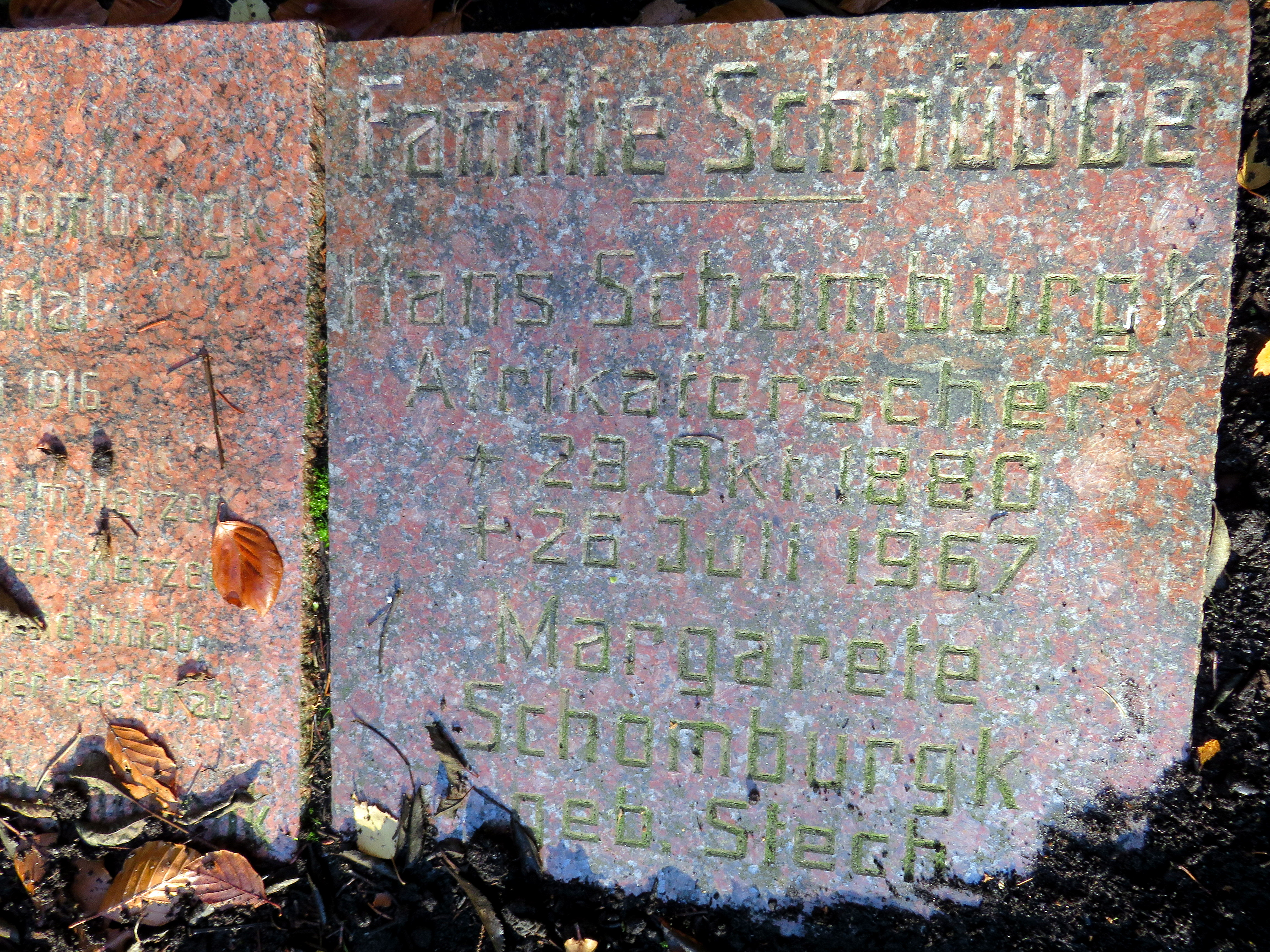
Kissenstein Hans Schomburgk, Grabstätte Neuss auf dem Friedhof Ohlsdorf

Er inszenierte auch mehrere Dokumentar- und Spielfilme, die wesentlich zum Afrikabild des damaligen deutschen Kinopublikums beitrugen. Im Juni 1919 gründete er mit dem Kaufmann Johannes Haenser in Berlin die Uebersee Filmgesellschaft m.b.H. und im Juli 1921 wurde er Vorstand der Uebersee-Film AG.
Nach der Scheidung von seiner Frau Carla Schwarck heiratete er am 1. Dezember 1921 die Schauspielerin, Autorin und spätere Filmeditorin Meg Gehrts (1891–1966), die er seit 1914 in seinen Filmen besetzte und zuletzt die Hauptrolle in Eine Weisse unter Kannibalen spielte.
Nach 1933 wurde Schomburgk wegen seiner nach den Nürnberger Rassegesetzen „halbjüdischen“ Herkunft mehr und mehr behindert und aus der NS-Reichsfilmkammer ausgeschlossen. 1940 erhielt er Redeverbot, im gleichen Jahr ließ die Reichsschrifttumskammer seine Werke auf die „Liste des schädlichen und unerwünschten Schrifttums“ setzen. Seine Filme wurden umgetextet und sein Name daraus getilgt. Sie wurden auch umgeschnitten zur Propaganda missbraucht oder verschwanden im Archiv. Er arbeitete als Hilfsarbeiter. Erst nach dem Krieg durfte Schomburgk wieder in beiden Teilen Deutschlands Vorträge halten. In der DDR wurden seine Bücher in Millionenauflagen verlegt. Eine Expedition wurde aus beiden deutschen Staaten finanziert.
Schomburgk lebte vor allem als freier Schriftsteller und Hersteller von Filmen, er galt bis in die 1950er Jahre als der deutsche Afrikafilmer und Tierexperte. Im Alter von fast 87 Jahren starb Hans Schomburgk in (West-)Berlin. Er wurde in Hamburg auf dem Friedhof Ohlsdorf im Planquadrat Z 16 (östlich Nordteich an der Waldstraße) in der Grabstätte Neuss beigesetzt.
Einen beträchtlichen Teil seiner ethnographischen Afrikasammlung überschrieb er der Stadt Querfurt, deren Ehrenbürger er seit 1959 war. Die Exponate werden im dortigen Burg-Museum präsentiert. Ein weiterer Teilnachlass Schomburgks, darunter v. a. zahlreiche Fotografien seiner Afrikareisen, befindet sich im Archiv für Geographie des Leibniz-Instituts für Länderkunde in Leipzig.

## Ehrungen
- 1956: Verdienstkreuz 1. Klasse der Bundesrepublik Deutschland
- 1959: Ehrenbürger der Stadt Querfurt

## Ausstellung
Die Saalesparkasse Querfurt zeigte vom 6. September bis zum 31. Oktober 2017 eine Ausstellung zu Schomburgs Leben mit seinen Expeditionen.

## Werke
- Das letzte Paradies. Berlin: Hobbing, o. J.
- Wild und Wilde im Herzen Afrikas. Zwölf Jahre Jagd- und Forschungsreisen. Egon Fleischel, Berlin 1910. Deutsche Buch-Gemeinschaft, Berlin 1926.
- Mein Afrika Erlebtes und Erlauschtes aus dem Innern Afrikas. Berlin, Juncker Verlag, 1928.
- Ich such' in Afrika das letzte Paradies. Berlin: Militärverlag Sigismund, 1940.
- Frauen, Masken und Dämonen. Berlin: H. Wigankow-Verlag, 1947.
- Von Mensch und Tier und etwas von mir. Wigankow-Verlagsanstalt Berlin 1947
- Erzähl' uns was, Schimpanse. Die Lebensgeschichte einer Schimpansin, von ihr selbst erzählt. Berlin: Wigankow, 1948.
- Pulsschlag der Wildnis. Berlin: VdN, 1952.
- Meine Freunde im Busch. Eine Filmfahrt durch Afrika. Berlin: VdN, 1954.
- Cleo, ein Schimpansenschicksal. Hannover: Weichert Verlag, 1955.
- Zelte in Afrika. Fahrten – Forschungen – Abenteuer in sechs Jahrzehnten. Berlin: VdN, 1957.
- Fahrten und Fährten. Berlin: VdN, 1960.

## Filmografie (Auswahl)
- 1913/1917: Im deutschen Sudan
- 1919: Tropengift
- 1921: Im Kampf um Diamantenfelder
- 1921: Eine Weisse unter Kannibalen
- 1922: Frauen, Masken und Dämonen
- 1932: Das letzte Paradies
- 1936: Die Wildnis stirbt
- 1958: Hans Schomburgk – Mein Abschied von Afrika

## Film über H. Schomburgk
- Anna Schmidt: Das Auge Afrikas. Der Filmpionier Hans Schomburgk. 2019. 91 Min. Chronologische Dokumentation zum Lebenswerk.[9][10][11] Mitwirkung von Rolf Fuhrmann, Adjaï Paulin Oloukpona-Yinnon und Gerlinde Waz. Im Film sind auch für verschollen gehaltene historische Aufnahmen enthalten.